# Leptobatopsis planiscutellata
Leptobatopsis planiscutellata är en stekelart som först beskrevs av Günther Enderlein 1912.  Leptobatopsis planiscutellata ingår i släktet Leptobatopsis och familjen brokparasitsteklar. Inga underarter finns listade i Catalogue of Life.